# Alliance terrienne
Dans l'univers de Babylon 5, l'Alliance Terrienne (Earth Alliance ou EA en anglais) est le gouvernement de la Terre. Cette fédération unit les différents grands États de la planète-mère, ainsi que les colonies spatiales humaines. Sa capitale est le Dôme terrien (Earth Dome) à Genève, en Suisse.

## Histoire de l'Alliance

### Débuts de l'Alliance
L'Alliance est fondée en 2085 par quelques pays de la Terre et concurrence rapidement l'Organisation des Nations unies avant de lui succéder en 2107. Par la suite, au fur et à mesure des adhésions, l'Alliance affronte des conflits avec les pays indépendants. Elle décide d'écraser toute opposition après l'attentat nucléaire contre San Diego (Californie) en 2150.
Les pays fondateurs de l'Alliance se lancent dans la colonisation spatiale en établissant des bases sur la Lune et Mars, mais les recherches pour voyager plus vite que la lumière n'aboutissent pas. L'hyperespace avait été découvert, mais les scientifiques ne sont jusque-là parvenaient pas à y envoyer des objets assez grands.
En 2156, l'Humanité établit son premier contact avec un peuple extraterrestre : une patrouille centaurie avait repéré les signaux radio envoyés dans l'hyperespace par les Terriens. Après avoir découvert que les Centauris n'étaient pas liés aux Humains, malgré leurs dires et des ressemblances physiques, l'Alliance leur achète des technologies nouvelles, dont celle du voyage hyperspatial.

### L'Alliance en guerre
Rapidement, à cause de conflits avec des peuples extraterrestres, l'Alliance fonde les Forces Terriennes. En 2231, celles-ci s'illustrent en venant en aide à la Ligue des mondes non alignés, envahie par les Dilgars. La guerre des Dilgars est remportée en une année par l'Alliance Terrienne, qui en sort avec le statut de grande puissance dans ce secteur de la galaxie. Cette victoire rendit aussi les responsables politiques et militaires de l'Alliance arrogants, croyant pouvoir vaincre n'importe quelle autre race alien, ce qui faillit les conduire droit dans le mur.
En 2245, un premier contact désastreux avec les Minbaris conduisit à une guerre totale qui faillit mener à l'extermination de l'humanité. En effet, l'Alliance voulut en savoir plus sur cette race et envoya un groupe d'exploration conduit par le Prométhée aux frontière de l'espace Minbari. La flotte terrienne rencontra une flotte minbarie menée par le Valen'tha, le vaisseau et siège du Conseil Gris, la plus haute autorité chez les Minbaris. Les vaisseaux minbaris ouvrirent leurs armes en signe de respect, ignorant que c'était pour les humains un signe d'agression imminente. Le Capitaine Michael Jankowski, commandant du Prométhée, paniqua et ouvrit le feu, endommageant gravement les vaisseaux Minbaris et tuant Dukhat, chef du Conseil Gris.
Ce décès déclencha une véritable guerre sainte menée par les Minbaris entre 2245 et 2248 pour exterminer la race humaine en représailles à ce qui était considéré comme un acte barbare d'une profonde lâcheté. La supériorité technologique écrasante des Minbaris leur garantit presque systématiquement la victoire, les rares victoire humaines étant obtenues à des coûts prohibitifs. L'Alliance chercha du soutien auprès des autres grandes puissance, mais hormis un soutien limité des Narns, les autres refusèrent d'intervenir par crainte de se mettre à dos la toute-puissante Fédération Minbari. En conséquence de quoi, les humains luttèrent seuls, mais ils luttèrent encore plus ardemment pour chaque parcelle de territoire; ce qui, à leur insu, leur valu le respect de plus en plus de Minbaris, même si cela seul ne pouvait mettre fin à la guerre.
La guerre se termina à la Bataille de la Ligne. Face à l'avancée inexorable des Minbaris vers la Terre, l'Humanité rassembla toutes ses forces restantes pour retarder l'ennemi et permettre l'évacuation du plus grand nombre de réfugié vers des territoires neutres. Au cours de la bataille, les Minbaris capturèrent le Commandant Jeffrey Siclair et des analyses les menèrent à découvrir que les humains étaient génétiquement liés aux Minbaris et que par conséquent, les Minbaris étaient en train de tuer des leurs, ce qui est totalement interdit par leurs lois les plus sacrées. À la suite de cette découverte, les Minbaris arrêtèrent leur guerre sainte et se rendirent sans explication à l'Alliance Terrienne alors qu'ils étaient sur le point de remporter une victoire totale.

### La création des stations Babylon
La victoire terrienne due à cette reddition inexplicable des Minbaris conduisit l'Alliance à encourager la création d'une station spatiale qui servirait de centre diplomatique permanent et prendrait le nom de Babylon. Les trois premières stations Babylon furent détruites par des actes de sabotages tandis que Babylon 4 fut envoyée mille ans dans le passé pour servir de base d'opération aux Minbaris et leurs alliés dans la première guerre contre les Ombres. La station Babylon 5, la seule à finir opérationnelle, est donc sous le commandement de l'Alliance Terrienne, mais l'opposition entre les politiciens ouverts aux relations avec les extraterrestres et les partisans de l'isolationnisme limitent l'importance de Babylon 5 dans la vie politique terrienne.
Surtout, le vice-président nationaliste William Clark complote contre le président Luis Santiago. Il devient président de l'Alliance avec la mort de Santiago dans l'explosion du vaisseau Earthforce 1 près de la colonie sur Io le 31 décembre 2258.

### La Guerre civile de 2260-2261
Rapidement, pendant les années 2259 et 2260, Clark et son gouvernement (soutenus secrètement par la très puissante race des Ombres) commencent à encadrer la société terrienne et à réprimer toute expression autonomiste dans les colonies spatiales avec le Ministère de la Paix; tandis que le bras armé de ce ministère, la Garde de Nuit, traque et emprisonne ceux qui s'expriment contre le régime.
Au printemps 2260, des preuves que Clark a fait assassiner Santiago sont rendues publiques et le sénat commence une enquête. Il ne peut l'achever car le président déclare la loi martiale en avril ; une partie de l'armée et la Garde de Nuit attaquent le Sénat. Une semaine plus tard, des dômes civils martiens sont bombardés car le gouvernement régional a refusé de relayer l'ordre d'instauration de la loi martiale.
Une partie des croiseurs des Forces terriennes, mené par le Général Willam Hague, Chef d'État-Major des Forces Terriennes, se rebellent et sont ralliés par leurs compagnons stationnés sur la station Babylon 5 qui déclare son indépendance.
Pendant un an, Alors que les autres races extraterrestres luttent contre les Ombres, la Terre s'isole dans une dictature où les opposants sont rééduqués, la liberté d'expression limitée et où la chaîne d'information principale, ISN, est transformée en outil de propagande rapportant la parole officielle.
Le gouvernement Clark tombe lorsque le commandant de Babylon 5, le Capitaine John Sheridan, après avoir remporté la victoire contre les Ombres, prend la tête d'une armada terrienne contre ses propres compatriotes, après que l'administration Clark ait ordonné le massacre de vaisseaux civils en fuite. En décembre 2261, avec la victoire imminente des forces de Sheridan, Clark se suicide dans son bureau. Il est remplacé par la Vice-Présidente russe Susanna Luchenko.
Dans les derniers jours de 2261, l'Alliance Terrienne réintègre le concert des nations en adhérant à l'Alliance Interstellaire présidée par John Sheridan. Une plus grande autonomie est accordée aux colonies spatiales, dont Mars.

### Entre les guerres
Les divisions de la guerre civile sont difficiles à régler : il faut gérer la réintégration des militaires terriens rebelles, enterrer la carrière de plusieurs officiers ayant obéi aux ordres de Clark les plus inhumains, etc.
Rapidement, un autre problème apparaît avec un attentat contre les installations du Corps Psi fin 2262 : des télépathes dissidents signant leurs actes « Remember Byron » (souviens-toi de Byron) attaquent les officiers du Corps, qui sont eux-mêmes soupçonnés par les autorités de fomenter un complot contre les Humains normaux. La guerre des Télépathes connaît son apogée en 2264 au cours de laquelle les terroristes détruisent de nombreuses bases du Corps Psi et où le public et le gouvernement découvrent ses projets secrets. Les dirigeants du Corps Psi sont accusés de crime de guerre.
Les télépathes reçoivent un nouveau statut au sein de l'Alliance Terrienne permettant de se mêler à la population plus librement.

### La quarantaine
Le répit est de courte durée : en décembre 2266, la Terre est attaquée par les Drakhs, anciens alliés des Ombres, qui propagent dans l'atmosphère terrestre un virus qui condamne toute vie humaine d'ici 5 ans. La Terre est placée en quarantaine par l'Alliance Interstellaire.
La population terrienne est finalement sauvée en 2271, mais les événements depuis la guerre Terre-Minbari vont laisser de nombreux ressentiments parmi les dirigeants de l'Alliance Terrienne envers l'Alliance Interstellaire et ses dirigeants, l'Humain John Sheridan et son épouse la Minbarie Delenn. À cause des liens de la dictature de Clark avec les Ombres, les Terriens avaient évité les effets de la guerre des Ombres (2259-2261) et certains ne comprirent pas pourquoi les Drakhs les avaient attaqués.

### Devenir de l'Alliance
En 2762, l'Alliance Terrienne a vu la mise en place d'une dictature orwellienne qui veut faire sécession de l'Alliance Interstellaire en l'attaquant par surprise. À cette fin, elle préparait des reconstitutions vidéos mettant en scène des hologrammes d'officiers de Babylon 5. Le plan est éventé et les colonies humaines indépendantes et l'AIS attaquent la Terre. La période est connue sous le nom de Grand Incendie (Great Burn).
Dans les siècles suivants, la vie sur Terre reprend son cours comme au Moyen Âge, avec une peur du progrès scientifique. La période spatiale est considérée comme un mythe, auquel une religion proche du catholicisme accorde foi. Cette religion comprend de nombreux Rangers de l'Alliance Interstellaire qui veille secrètement sur la lente reconstruction de la Terre.
Un million d'années après les événements liés à la station Babylon 5, le soleil de la Terre explose en nova et une nouvelle Terre est fondée par une humanité en évolution sur le monde natal des Vorlons aujourd'hui disparus.

## Administration de l'Alliance auXXIIIesiècle

### Pouvoir exécutif
Le pouvoir exécutif est détenu par le Gouvernement Terrien (aussi appelé "Central Terrien"), qui siège dans le Dôme Terrien à Genève. Il est dirigé par Président de l'Alliance Terrienne, qui est également le commandant en chef des Forces Terriennes. Ce dernier est secondé par un Vice-Président, qui est le premier sur la ligne de succession présidentielle. Outre la présidence et la vice-présidence, le gouvernement compte des ministères et des ministres. Le seul ministère qui soit présenté dans la série est le Ministère de la Paix ("Minipax"), dirigé par le Ministre Frederick Lantze, et qui a pour mission de neutraliser les dissidents politiques et de garantir la loyauté des officiers des Forces Terriennes grâce à sa milice paramilitaire de la Garde de Nuit dirigée par le Vice-Ministre Welles, et à des officiers politiques comme Julie Musante. Ce ministère fut créé en 2259 par le Président Morgan Clark afin d'assoir son pouvoir autoritaire et fut aboli en 2261 à la fin de la guerre civile Terrienne.

### Pouvoir législatif
Le pouvoir législatif est détenu par le Sénat. Celui-ci vote les lois et le budget de l'Alliance Terrienne; en outre, il peut déclarer la guerre ou ratifier un traité de paix. En 2260, il mena l'enquête sur l'assassinat du Président Santiago par une conspiration ourdie par son Vice-Président, Morgan Clark, sans doute en vue d'une destitution. Mais ce dernier déclara la loi martiale et fit dissoudre le Sénat avant de le reformer avec un large majorité constituée de ses partisans. À la fin de la guerre civile, les sénateurs opposés au Président Clark s'allièrent avec la Résistance Terrienne pour le mettre aux arrêt, mais il se suicida avant son arrestation.

### Autres
Les Forces Terriennes constituent les forces militaires de l'Alliance. Ce sont elles qui gèrent la station Babylon 5. Elles sont divisées en trois branches principales: la Flotte, le Corps des Marines, et la Sécurité (une sorte de gendarmerie). En outre, elles disposent de certains corps plus spécialisés (sécurité présidentielle, division scientifique, renseignements, service postal...). Les vaisseaux militaires de l'Alliance Terrienne utilisent le préfixe EAS (Earth Alliance Ship, vaisseau de l'Alliance Terrienne) et le Chef d'État-Major des Forces Terriennes est le Général William Hague.
Certaines agences, telle que le Service de Renseignement Spécial, sont sous le contrôle direct du Président de l'Alliance.
Une autre organisation majeure de l'Alliance Terrienne est le Corps Psi. Ce dernier rassemble les télépathes humains afin de les former au contrôle de leur pouvoir et de s'assurer de leur respect pour la vie privée des gens normaux. En outre, il traque les télépathes renégats afin de les neutraliser grâce à sa police.